# 五帝內座四
HD 19978，又名BD+77 115，SAO 4875、HR 961，是一颗仙王座的恒星，视星等为5.45，位于銀經130.66，銀緯17.16，其B1900.0坐标为赤經3h 7m 37.2s，赤緯+77° 17.16′ 3″。